# 米洛拉德·科拉奇
米洛拉德·科拉奇（羅馬化：Milorad Korać，1969年3月10日—），塞尔维亚男子足球运动员，场上位置是守门员。他曾代表南联盟参加2000年欧洲足球锦标赛，结果队伍止步八强赛。